# Mooncry
Mooncry ist eine 2006 gegründete deutsche Metal-Band aus dem Bodenseekreis. Die Band wird dem Dark Melodic Metal zugerechnet. Mooncry kombinieren modernen Metal mit „offensiven Keyboards“ und einem Stil, der zwischen Ruhe und Euphorie einzuordnen ist, und dabei mal „melancholisch und dann doch aggressiv“ ist. Dabei setzen sie im Gegensatz zu vielen Symphonic-Metal-Bands nicht auf weiblichen Gesang, sondern haben mit Sali Hasan einen Frontmann.

## Geschichte
Der Gitarrist und Songwriter Berthold „Berti“ Miller gründete Mooncry 2006. Ende 2006 war die komplette Band beisammen und begann, die von Miller ausgearbeiteten Demos für das erste Album/Demo zu arrangieren.
Im Winter 2007 ging die Band für die Aufnahmen in die Mediabase Studios von Jürgen Plangger (u. a. Eisbrecher) in Geretsried. Das erste Werk der Band hieß Legacy of Hope und traf auf gemischte Rezensionen. Kritiker bemängelten, die erste Veröffentlichung sei zu früh nach Bandgründung erfolgt, wodurch das Ergebnis zu unausgereift und unentschlossen sei. Der Titelsong Legacy of Hope war auf dem Heftsampler des Magazins Legacy.
Im November 2007 spielte die Band auf der Musikmesse in Friedrichshafen ihr erstes Live-Konzert. Einige weitere Konzerte folgten.
Im Sommer 2009 gab Bernd Ummenhofer aus privaten Gründen seinen Austritt aus Mooncry bekannt. Er wurde durch den vorläufigen Session-Bassisten Alexander Schwenk ersetzt, der sich Anfang 2010 fest der Band anschloss.
Über den Jahreswechsel 2009/2010 nahmen Mooncry ihr zweites Album auf. Rivers of Heart wurde in den Empire Studios von Rolf Munkes (u. a. Tony Martin / Ex-Black Sabbath) produziert. Das Cover gestaltete Uwe Jarling. Der Opener des Albums Seconds in Time war wiederum auf dem Heftsampler des Magazins Legacy.
Im Juli 2010 unterschrieb die Band einen weltweiten Vertriebsvertrag bei Twilight.
Mooncry spielten bis zum Jahr 2011 wenige Konzerte. Im Mai 2011 spielte die Band auf dem Metalfest Helvetia neben Genre-Größen wie Arch Enemy, Amorphis und Sabaton. Dieses Konzert wurde gefilmt, woraus zwei Videoclips der Songs Rivers of Heart und Memories Drowning entstanden sind.
Mitte 2011 wurde CMM, ein großes deutsches Independent-Promotion-Label (u. a. Iron Maiden, Slayer, Black Sabbath...), auf Mooncry aufmerksam und die Band unterschrieb bei dessen Division SAOL einen neuen Vertriebsvertrag. Rivers of Heart wurde am 21. Oktober 2011 auf SAOL neu veröffentlicht.
Dem Re-Release folgten wiederum zahlreiche Presse-Rezensionen. Das Album wurde unter anderem in den Magazinen RockHard (7/10 Punkte), MetalHammer (4/7 Punkte) und RockIt (7,5/10 Punkte) besprochen und erhielt in allen drei positive Rezensionen.
Im Januar 2012 wählte das Heavy-Magazin „Stormbringer“ das Album Rivers of Heart zum besten Album des Jahres 2011 sowie Mooncry als eine der beiden Überraschungen des Jahres 2011.

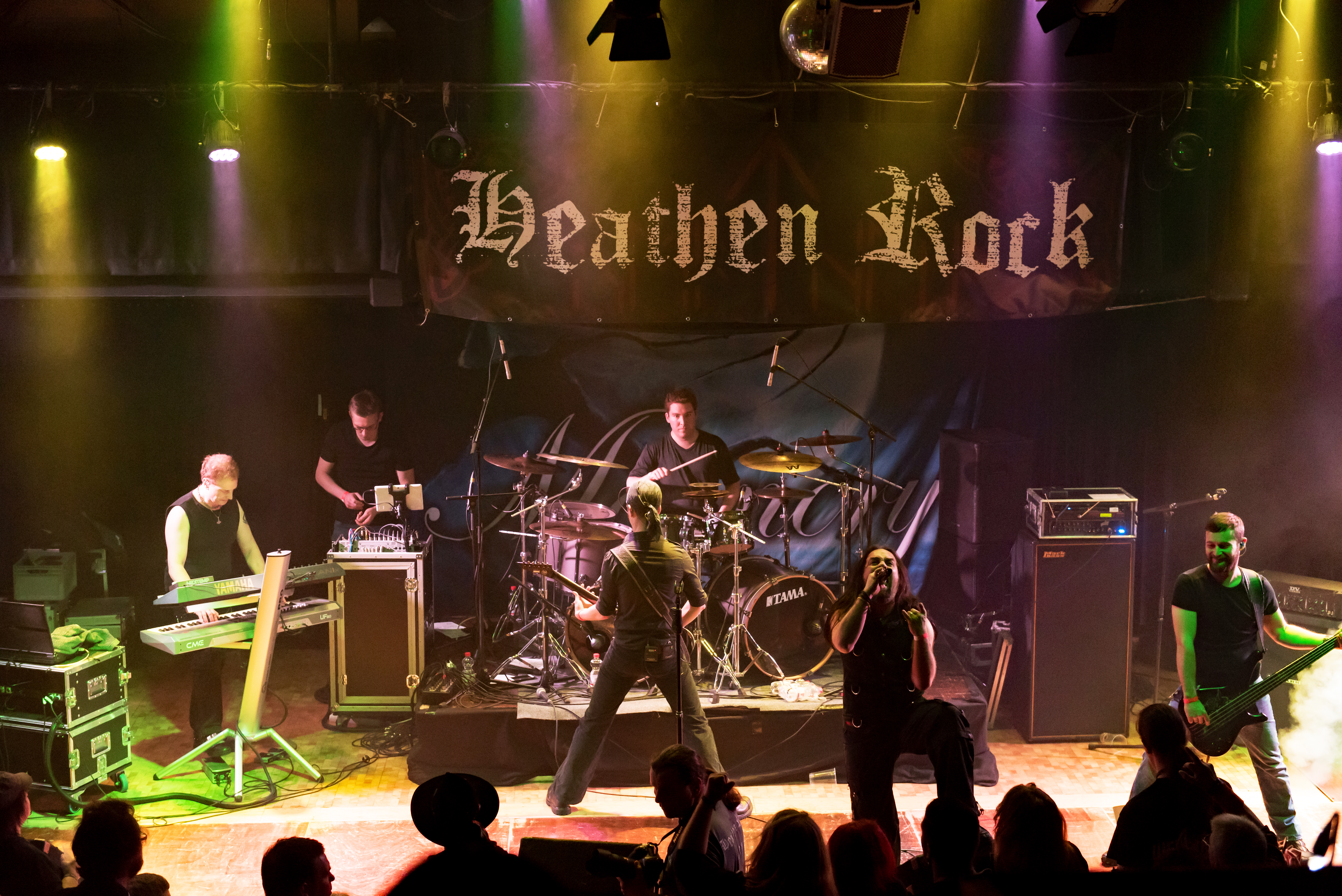
Mooncry live beim „Heathen Rock Festival“ 2017 in Hamburg

Das Lied Among the Fallen Leaves erschien im Winter 2012/2013 auf dem Sampler Gothic Spirits 15, das Lied Hopeless Play zur etwa selben Zeit auf dem Sampler Gothic Romance 5. Auf diesen Samplern reihen sich Mooncry zwischen vielen ihrer Vorbilder wie z. B. Nightwish und Sentenced ein.
Im Sommer 2013 wurde das dritte Album A Mirror’s Diary produziert und am 6. Dezember 2013 über SAOL veröffentlicht. Es wurde erneut in den Empire Studios aufgenommen und von Rolf Munkes produziert. Neben neun neuen Songs wurde auch der Song Angel of Darkness vom ersten Album Legacy of Hope komplett neu eingespielt. Die Rezensionen fielen sehr positiv aus. So erhielt das Album beispielsweise von den Online-Magazinen Metalunderground (5/5 Punkte), Crossfire-Metal (9,5/10 Punkte) und She-Wolf (10/10) hervorragende Kritiken.
Anfang 2014 wurde das Album A Mirror’s Diary vom Heavy-Magazin „Crossfire-Metal“ auf Platz 3 der zehn besten Alben des Jahres 2013 gewählt.
Im Mai 2014 erhielten Mooncry das Prädikat „Masters of Symphonic Metal“ und traten unter anderem mit Edenbridge, Leaves’ Eyes und Delain beim gleichnamigen Festival auf.
Im August 2014 gaben Mooncry bekannt, dass Schlagzeuger Peter Zimre die Band aufgrund von organisatorischen Problemen (Studium und andere Projekte) verlassen hat. Bereits nach kurzer Zeit konnte mit Philipp „Phil“ Zeller ein Nachfolger gefunden werden.
Im Juli 2015 traten Mooncry beim Metaldays-Festival in Slowenien auf, neben Bands wie Saxon, Fear Factory, Queensrÿche und Devin Townsend Project. Ein weiteres Mal war die Band Ende 2015 bei den „Masters of Symphonic Metal“ dabei, diesmal zusammen mit Beyond the Black und Masterplan.
Anfang 2016 wählte das Heavy-Magazin „Metal over the South“ das Album A Mirror's Diary zum Album des Jahres 2015.
Im September 2016 stiegen Mooncry mit dem Song The Beast Within Me direkt auf Platz 26 der Cashbox US National Airplay Top 50 Rock Charts ein und platzierten sich in den darauf folgenden 2 Wochen vor Bands und Künstlern wie Disturbed, Marilyn Manson, Beck und Volbeat auf Rang 16.
Mitte 2023 gab die Band den Ausstieg von Gründer Berti (im Jahr 2022) und dem Bassisten Alex (im Jahr 2021) bekannt. 
2024 wurden die Nachfolger Mark Knaus am Bass und als neuer Gitarrist Maximiliano Pepermans bekannt gegeben. Letzterer stieg nach knapp einem Jahr wieder aus, worauf kurz danach Matthias "Woody" Holzapfel für die Rolle des Gitarristen gewonnen werden konnte.

Bandmitglieder beim Heathen Rock Festival 2017
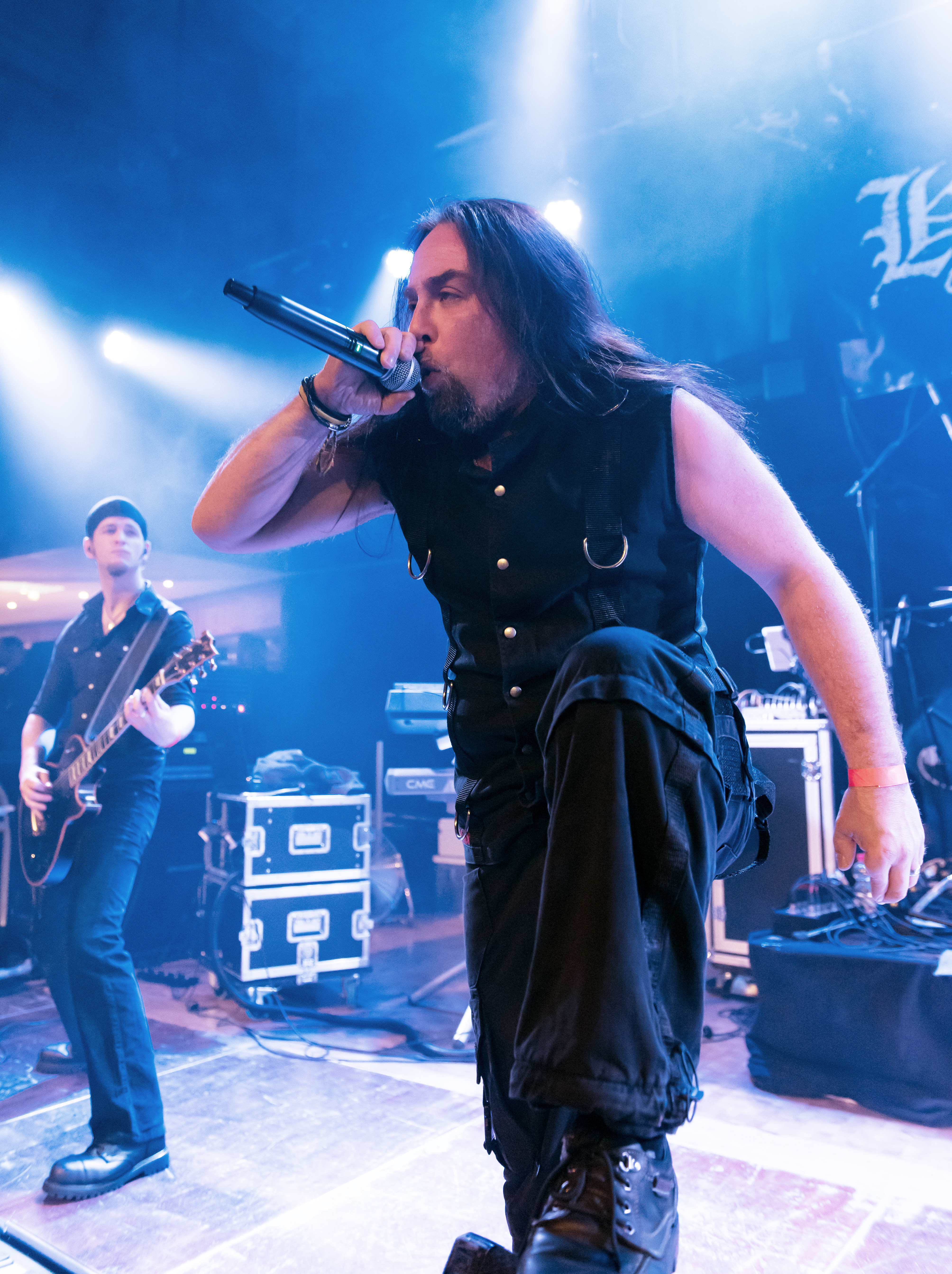
Sali Hasan
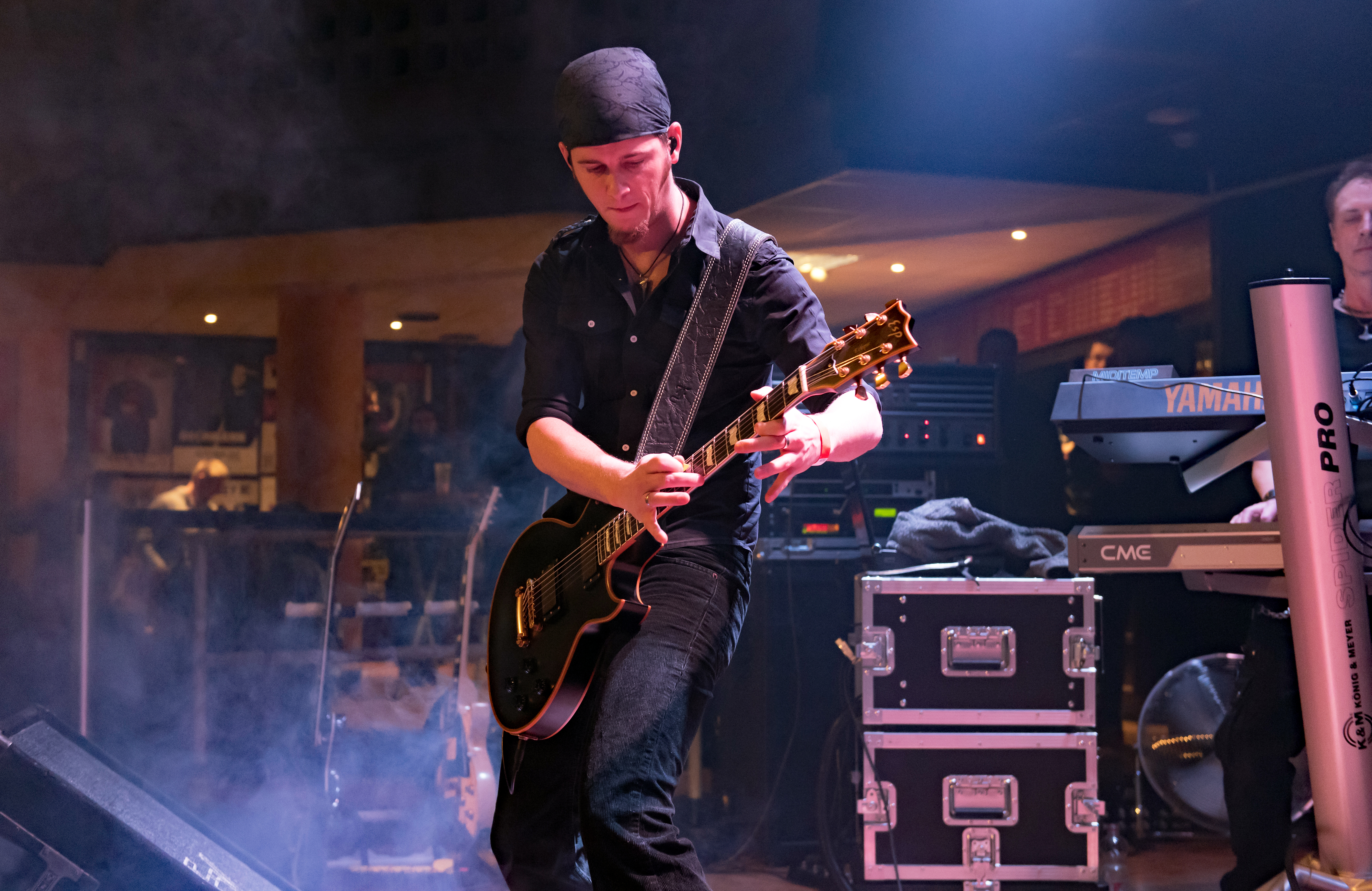
Berthold Miller
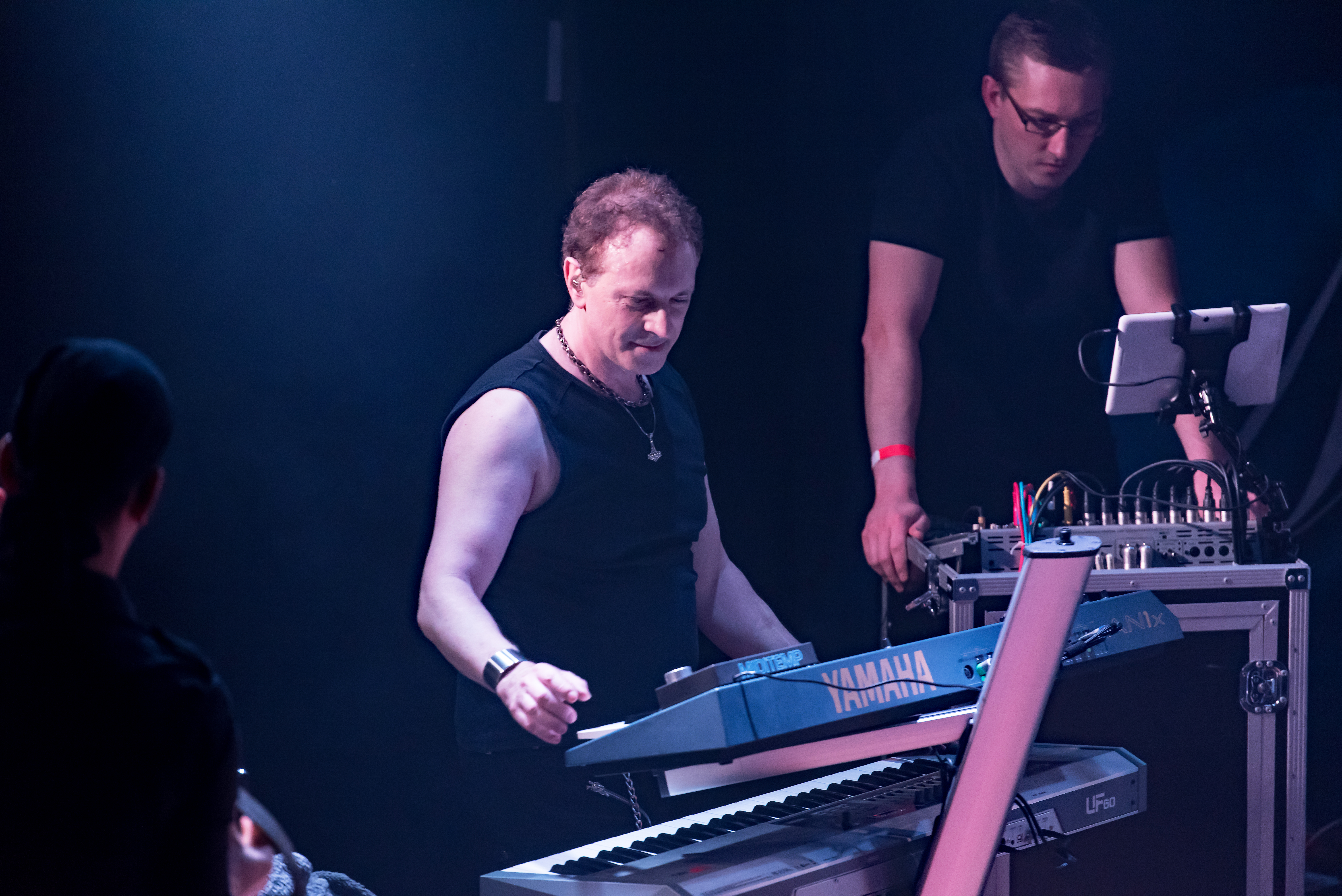
Enrico Hahn
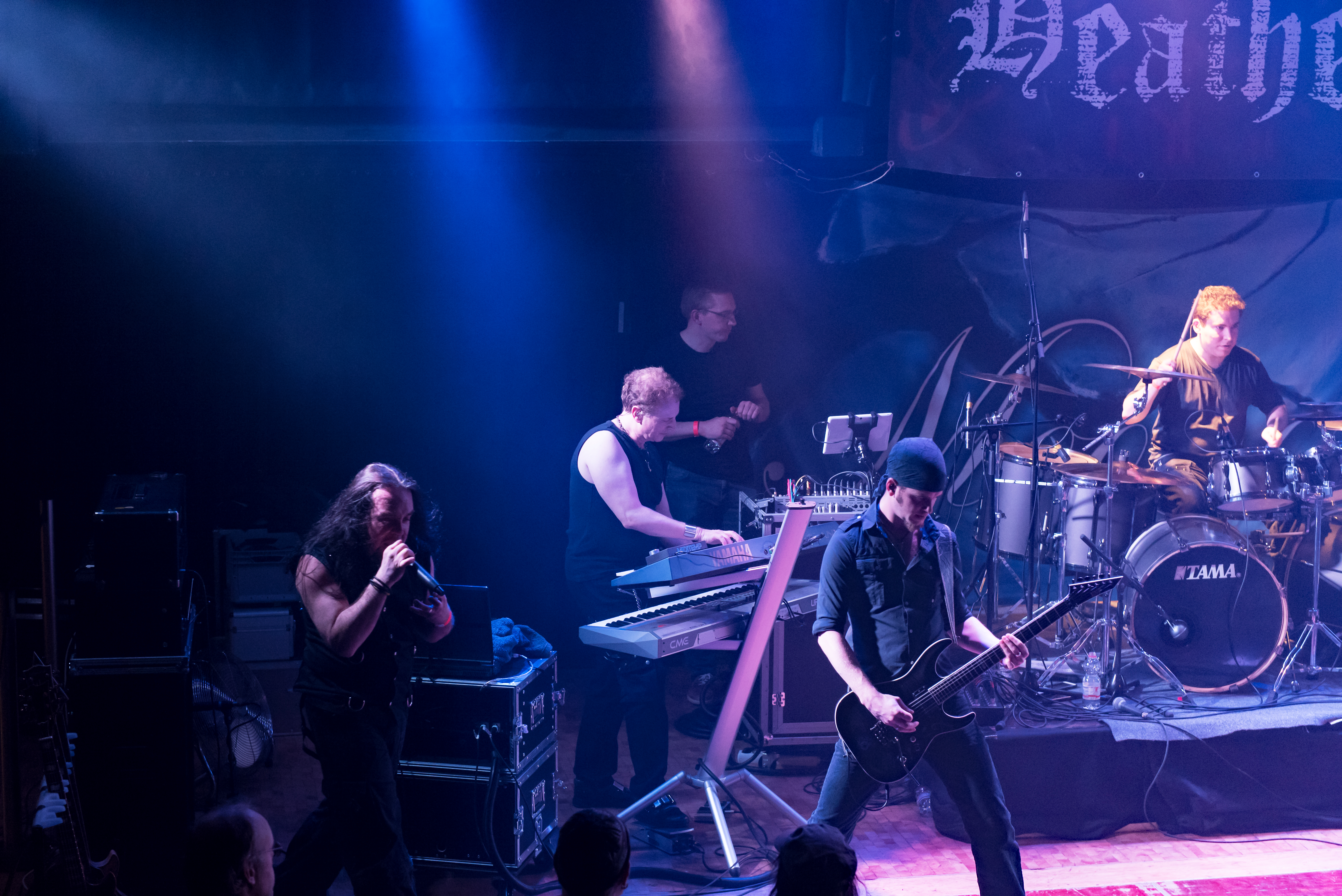
Philipp Zeller (rechts)
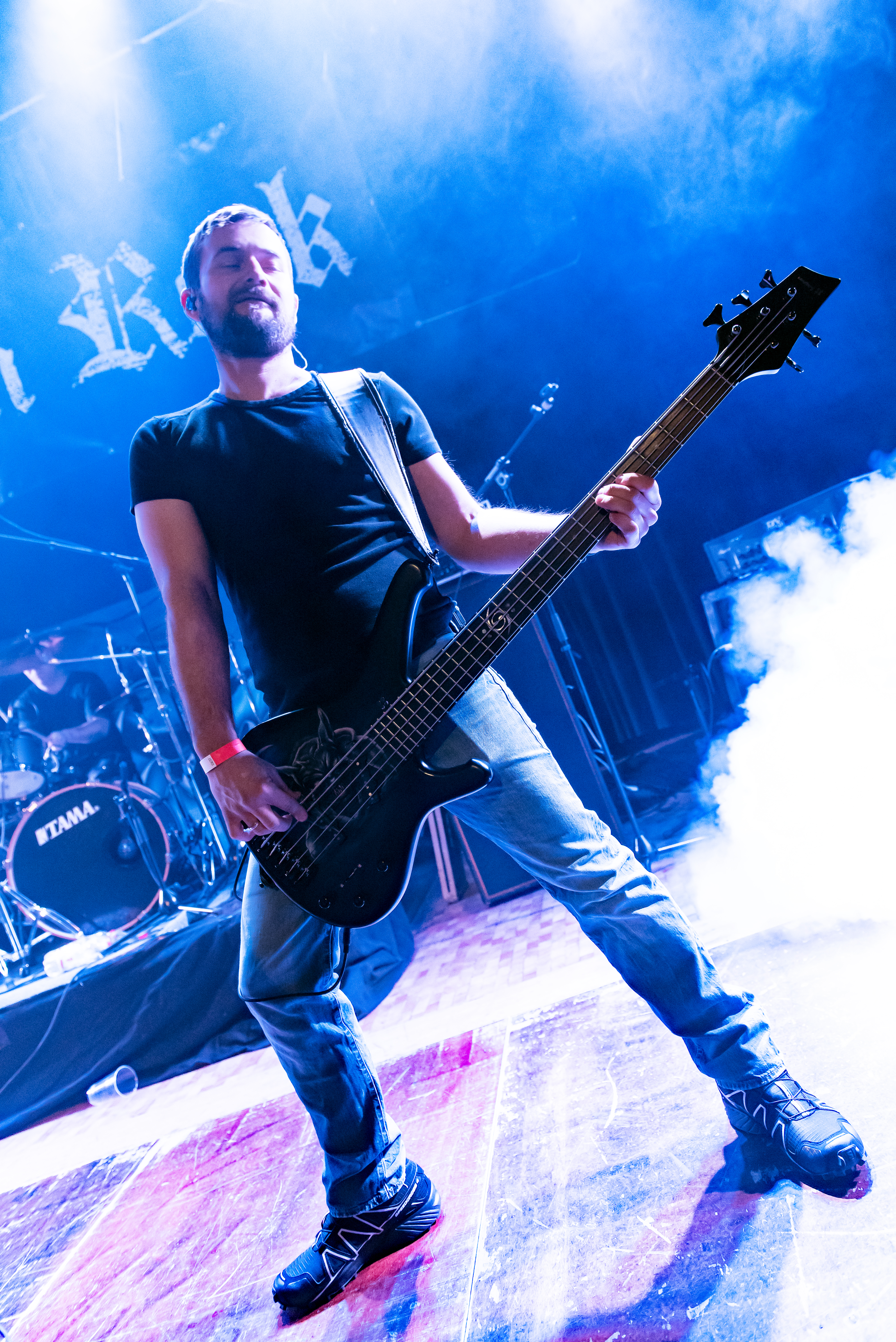
Alexander Schwenk

## Stil
Der Stil von Mooncry wird von der einschlägigen Presse als Dark Melodic Metal bezeichnet.
In diversen Interviews mit Mooncry kann man nachlesen, dass Gründer Berthold Miller ursprünglich Symphonic Powermetal mit tiefem und rauem männlichen Gesang mischen wollte.
Der Stil, den Mooncry heute präsentieren passt zu diesem ursprünglichen Vorhaben. War die erste Scheibe noch um einiges gediegener und „poppiger“ und ungleich mehr vom Gothic beeinflusst, kommen die letzten beiden Alben als eine Mischung aus Power-, Symphonic- und Thrashmetal daher. Das aktuelle Album A Mirror’s Diary ist nochmals härter als der Vorgänger, was einerseits durch die viel druckvollere Produktion und andererseits durch das höhere Grundtempo verbunden mit dem rauheren und aggressiveren Gesang von Sali Hasan erreicht wird.

## Diskografie
- 2013: A Mirror’s Diary (SAOL)
- 2010: Rivers of Heart (SAOL)
- 2008: Legacy of Hope (Eigenvertrieb)